# 鉄道歴史パーク in SAIJO
鉄道歴史パーク in SAIJO（てつどうれきしパーク イン さいじょう）は、愛媛県西条市の四国旅客鉄道（JR四国）予讃線伊予西条駅前にある四国鉄道文化館、十河（そごう）信二記念館、観光交流センターからなる施設である。

## 概要
四国鉄道文化館
公益財団法人日本ナショナルトラストが建設した鉄道保存展示施設である。新幹線0系電車や国鉄DF50形ディーゼル機関車、四国で使用された鉄道用品などが展示されている。2014年7月20日、伊予西条駅を挟んだ南側に新しい展示施設「南館」が開設され、従来の建物は「北館」と呼ばれるようになる。入館料:大人300円小中学生100円団体割引あり、水曜日休館、開館時間:午前9時から午後6時

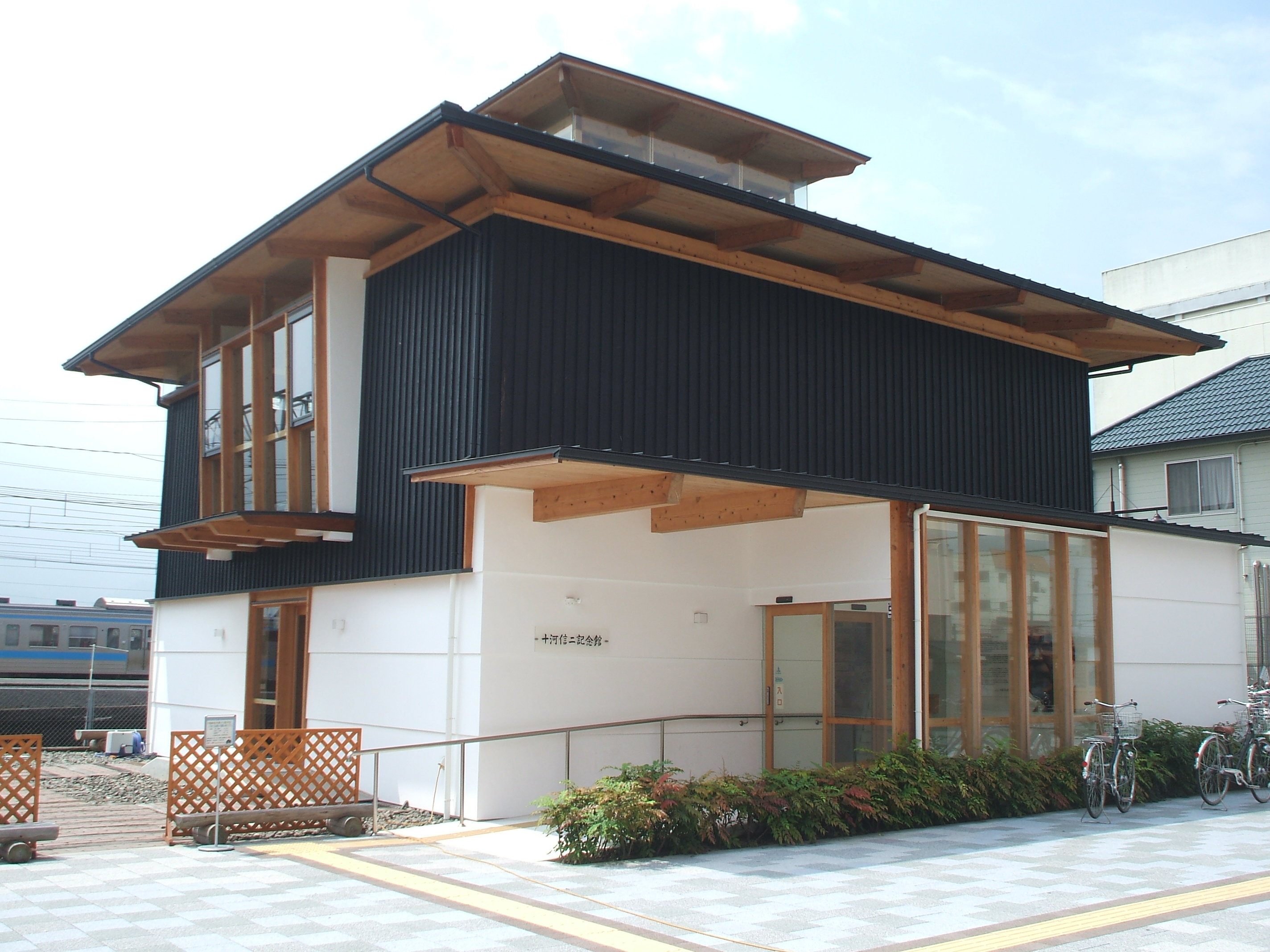
十河信二記念館
新居郡中村（のちの中萩町、現在の新居浜市）出身で新幹線建設に尽力した第4代日本国有鉄道総裁十河信二の記念館である。十河信二の遺品が展示されているほか、玄関前と館内に伊藤五百亀作の十河信二胸像が展示してある。入館料:無料、水曜日休館、開館時間:午前9時から午後6時。
観光交流センター
西条市の産業や祭りなどを紹介している。また市の観光振興課が入居している。入館料:無料、年中無休、開館時間:午前9時から午後6時。

## 周辺
- 予讃線伊予西条駅

### 当地以外の西条市の鉄道関係保存品
- ポルトガル市電 - 当地より車で約20分の四国コカ・コーラボトリング小松第二工場に静態保存